# Sauce (Corrientes)
Sauce ist die Hauptstadt des gleichnamigen Departamento Sauce in der Provinz Corrientes im Nordosten Argentiniens. Die Gemeinde liegt im Süden der Provinz und grenzt über den Río Guayquiraró an die Provinz Entre Ríos. In der Klassifizierung der Gemeinden in der Provinz Corrientes zählt Sauce zur 2. Kategorie.

## Geschichte
Der Name des Ortes wird auf ein Bildnis der Virgen del Carmen zurückgeführt, das Anfang des 19. Jahrhunderts nach Sauce gelangte. In jener Zeit begann man den Ort Pueblo de la Virgen del Carmen del Sauce zu nennen.
Das Gründungsdatum ist der 27. Oktober 1881.